# ساكن المساعدة

تعديل مصدري - تعديل

ساكن المساعدة هي إحدى قرى عزلة جعار بمديرية خنفر التابعة لمحافظة أبين، بلغ تعداد سكانها 29 نسمة حسب تعداد اليمن لعام 2004.